# 西尔瓦诺·科姆瓦柳斯
西尔瓦诺·多米尼克·科姆瓦柳斯（Sylvano Dominique Comvalius，1987年8月10日—），在中国又被称为斯巴鲁，是一名荷兰职业足球运动员，司职前锋。

## 俱乐部生涯
科姆瓦柳斯曾经在阿贾克斯青训营接受足球训练，但没有在荷兰国内获得太多机会。2008年，他加盟马耳他足球超级联赛球队哈姆伦斯巴达人，表现出色，并在第二个赛季转投马耳他豪门比尔基尔卡拉。他在2008/09赛季射进15球，是比尔基尔卡拉在联赛中的最佳射手，帮助球队获得该赛季马耳他足球超级联赛冠军。
2010年10月1日，科姆瓦柳斯转会加盟苏格兰足球甲级联赛球队斯特灵，2011年1月转投科威特球队阿尔萨米亚，6月份又和哈萨克斯坦足球超级联赛球队阿特劳签约。 2012年3月，科姆瓦柳斯加盟中国足球甲级联赛升班马福建骏豪，在中国的注册名为斯巴鲁。